# Эвпаркерия
Эвпаркерия (лат. Euparkeria), — монотипический род ископаемых пресмыкающихся из группы Archosauriformes, живших на юге африканского континента в раннем триасе (анизийский век) и эволюционно близких к предкам архозавров. Название дано в честь У. К. Паркера.

## Описание
Эупаркерия была небольшим (взрослые особи достигали в длину 55 см) проворным хищником, питавшимся насекомыми и другими мелкими животными лесной подстилки. Туловище удлинённое, заканчивающееся длинным хвостом, череп небольшой, челюсти вооружены мелкими пилообразными зубами, возможно, периодически заменявшимися на новые. На первом пальце задних конечностей имелся острый коготь, возможно, использовавшийся как оружие нападения.
Окаменевшие останки эупаркерии были впервые найдены в южной Южной Африке в 1913 году, однако в 1924 году были найдены лучше сохранившиеся экземпляры. При этом палеонтологов озадачил тот факт, что между возрастом эупаркерии и возрастом первых окаменелостей динозавров, таких как эораптор, был разрыв в 10 миллионов лет.
Уникальной особенностью эупаркерии была способность передвигаться как на четырёх, так и на двух задних конечностях (бипедальная локомоция), что давало ей преимущество в скорости перед другими обитателями леса. Некоторые полагают, что эупаркерия могла бегать достаточно быстро, чтобы пересекать небольшие водоёмы по водной поверхности, как это делают современные василиски. Эта особенность сохранилась у многих динозавров и у некоторых ранних архозавроморф (Crurotarsi).

## Систематика
В настоящее время нет единого мнения к какой группе относится данная рептилия. По классификации Benton (1990) эупаркерия входит в группу архозавров, однако по классификации Sereno (1991) и Parrish (1993) она всё же относится к архозавроморфам / Archosauriformes.

## В популярной культуре
Эупаркерия была представлена в телевизионном сериале BBC «Прогулки с монстрами», как предок всех динозавров. Данное утверждение некорректно: в действительности, эупаркерия не является прямым предком динозавров, однако она очень близка к динозавроморфам и некоторым архозаврам (Saltoposuchus), которые, возможно, были предками динозавров.